# Fukaji-shima
Fukaji-shima oder Fukaji-jima (jap. 外地島) ist eine japanische Insel der Kerama-Inseln in der Präfektur Okinawa.

## Geografie
Fukaji-jima ist 0,83 km² groß, wobei die höchste Erhebung 76 m beträgt.
Die Insel liegt etwa 50 m südlich von Geruma-jima, mit der sie durch eine Brücke verbunden ist. Geruma-jima ist wiederum seit 1998 mit der nördlich gelegenen Insel Aka-jima verbunden. Die Insel ist unbewohnt, jedoch befindet sich auf ihr der Flughafen Kerama, der 2015 von 498 Passagieren benutzt wurde. Administrativ gehört die Insel zur Dorfgemeinde Zamami.
| Aka-jima |

| Amuro-jima |

| Fukaji-jima |

| Geruma-jima |

| Keise-Inseln |

| Kuba-jima |

| Maeshima |

| Tokashiki-jima |

| Yakabi-jima |

| Zamami-jima |

| Kuroshima |

| Gishippu-jima |

| Okinawa Hontō |